# Miłejki
Miłejki (lit. Mileikiai; pol. hist. Mielejki) – wieś na Litwie, w okręgu wileńskim, w rejonie wileńskim, w gminie Niemenczyn, przy drodze magistralnej A14.

## Historia
W dwudziestoleciu międzywojennym leżały w Polsce, w województwie wileńskim, w powiecie wileńsko-trockim, w gminie Podbrzezie. W 1931 miejscowość liczyła 59 mieszkańców, zamieszkałych w 11 budynkach.
7 maja 1944 w Miłejkach doszło do potyczki polskich partyzantów z kolaborującą z Niemcami policją litewską. W walce polegli żołnierze 1 Wileńskiej Brygady Armii Krajowej: Stanisław Kulesza „Eskul” (24 l.) i Jerzy Rodziewicz „Tatar” (17 l.) oraz żołnierze Uderzeniowego Batalionu Kadrowego Konfederacji Narodu, nieznani z nazwiska, NN „Belgrad” i NN „Połtawa” (obaj 20 l., pochodzący z Warszawy lub jej okolic). Ponadto ciężko ranny został dowódca patrolu Mieczysław Jarmułowicz „Szerszeń”, który zmarł dzień później. Polegli pochowani zostali na cmentarzu w Borunelach.
Po II wojnie światowej w granicach Związku Sowieckiego. Od 1991 na niepodległej Litwie.